# Julia Child
Julia Child, nascida Julia Carolyn McWilliams (Pasadena, 15 de agosto de 1912 — Santa Bárbara, 13 de agosto de 2004) foi uma autora de livros de culinária e apresentadora de televisão americana. Foi casada com o funcionário público e diplomata americano Paul Cushing Child.
Julia Child poderia ter sido apenas mais uma apresentadora de programa de culinária. Mas foi com seu jeito original e bem-humorado, saudando sua audiência com um largo sorriso e um sonoro “Bon Appétit”, que ela conquistou desde os “simples mortais”, ávidos por aprender a cozinhar, aos célebres nomes da gastronomia mundial.
Embora tenha falecido no ano de 2004, dois dias antes de completar 92 anos de idade, a chef californiana continua sendo actual e, diga-se de passagem, muito bem citada pelos entendidos do assunto. “Julia Child foi a figura mais importante, influente e com poder de mudança da história da gastronomia americana. Tudo se volta para ela.”, disse o renomado chef americano Anthony Bourdain, do programa de TV de culinária Anthony Bourdain: No Reservations, ao jornal Huffington Post. “Ela será lembrada pelo que ela fez nessa terra, que era inspirar milhares de pessoas a cozinhar – e comer – melhor.”, acrescentou.
Em 2009, seu encontro com a culinária foi retratado no filme Julie & Julia, protagonizado pela atriz Meryl Streep. Desafiando a própria inabilidade na cozinha, ela começou a se aventurar nas panelas tardiamente. “Eu tinha 32 anos quando comecei a cozinhar. Até então eu só comia.”, disse, certa vez.
Após se ter mudado para França para acompanhar o marido militar, resolveu afastar o tédio matriculando-se nas aulas de culinária oferecidas pela escola Le Cordon Bleu – decisão que acabou por mudar a sua vida. Com bom humor e persistência, ela entendeu-se muito bem com as técnicas francesas e acabou por compartilhar o que aprendeu com milhares de pessoas por meio de seus programas de TV e livros, entre eles, a “bíblia” Mastering the Art of French Cooking (em tradução livre, Dominando a Arte da Culinária Francesa). “Julia foi uma mentora para mim. Ela influenciou completamente a forma como me aproximo e preparo comida. Ela ajudou a mudar a forma como os americanos encaram o acto de cozinhar e de comer.”, afirmou o chef americano Emeril Lagasse, que tem programas de TV de culinária e livros sobre o assunto.

## Francês para não-franceses
Julia tinha um postura irreverente para mostrar as suas receitas, humorada e irreverente era capaz de virar uma panqueca de forma desajeitada, deixando cair metade da massa para fora, após acabar de falar, em rede nacional, que “para virar qualquer coisa, é preciso ter coragem”. E foi justamente essa simplicidade que acabou por se tornar uma de suas marcas registadas, uma vez que popularizou a, até então, inacessível culinária francesa.
Child estudou na escola de culinária Le Cordon Bleu. Em 2003 foi condecorada com a Medalha Presidencial da Liberdade.

## Obra (seleção)

### Livros
- Mastering the Art of French Cooking (1961), com Simone Beck e Louisette Bertholle—ISBN 0-375-41340-5
- Mastering the Art of French Cooking, Volume Two (1970), com Simone Beck—ISBN 0-394-40152-2
- The French Chef Cookbook (1968)—ISBN 0-394-40135-2
- From Julia Child's Kitchen (1975)—ISBN 0-517-20712-5
- Julia Child & Company (1978)—ISBN 0-345-31449-2
- Julia Child & More Company (1979)—ISBN 0-345-31450-6
- The Way To Cook (1989)—ISBN 0-394-53264-3
- Julia Child's Menu Cookbook (1991), edição combinada de Julia Child & Company e Julia Child & More Company—ISBN 0-517-06485-5
- Cooking With Master Chefs (1993)—ISBN 0-679-74829-6
- In Julia's Kitchen with Master Chefs (1995)—ISBN 0-679-43896-3
- Baking with Julia (1996)—ISBN 0-688-14657-0
- Julia's Delicious Little Dinners (1998)—ISBN 0-375-40336-1
- Julia's Menus For Special Occasions (1998)—ISBN 0-375-40338-8
- Julia's Breakfasts, Lunches & Suppers (1999)—ISBN 0-375-40339-6
- Julia's Casual Dinners (1999)—ISBN 0-375-40337-X
- Julia and Jacques Cooking at Home (1999), with Jacques Pépin—ISBN 0-375-40431-7
- Julia's Kitchen Wisdom (2000)—ISBN 0-375-41151-8
- My Life in France (2006, posthumo), com Alex Prud'homme—ISBN 1-4000-4346-8
- Appetite for Life : The Biography of Julia Child (1997), Fitch, Noel Riley—ISBN 0-385-49383-5
- Gifts of Age: 32 Remarkable Women, Charlotte Painter (Chronicle Books, 1985) ISBN 978-0877013686. Entrevista com Child.